# Ditrema temminckii pacificum
Ditrema temminckii pacificum is een ondersoort van de straalvinnige vissen uit de familie van de brandingbaarzen (Embiotocidae). De wetenschappelijke naam van de soort is voor het eerst geldig gepubliceerd in 2007 door Katafuchi & Nakabo.